# Johann Jakob Schnell
Johann Jakob Schnell (* 1687; † 21. Februar 1754 in Bamberg) war ein deutscher Komponist, Hofmusikdirektor und Musikverleger.

## Leben
Johann Jakob Schnell gehörte zu einer weitverzweigten Musikerfamilie, die ursprünglich aus dem Allgäu stammte. Sein Vater Bernhard Schnell war Lakai in Diensten des musikliebenden Grafen Rudolf Franz Erwein von Schönborn in Wiesentheid. 1714 wurde Johann Jakob Schnell Hofoboist und Violinist am fürstbischöflichen Hof von Bamberg. Im Juli 1727 wurde er vom Bamberger Fürstbischof Lothar Franz von Schönborn zum Hof- und Kammermusikdirektor ernannt. Zwischen 1734 und 1753 trat Schnell auch als Verleger von Sakralmusik anderer Komponisten in Erscheinung.

## Werke (Auswahl)
- Sonata a 2 per Viola da Gamba e Violoncello (1722)
- 6 Missa no editae Op. 1 (Bamberg, 1729)
- Sex Parthiae Trisonae Op. 2, seinem Mäzen, dem Dompapitular und Geheimen Rat, Johann Philipp Anton von und zu Frankenstein gewidmet (Erlangen, 1731)
- 6 Concerta commode tractabila für Violine principale, Streicher, Orgel und Orchester Op. 3 (Erlangen, 1731)
- 6 Sonatae trisonae a diversis intrumentis concertanibus Op. 4
- 6 Trios für Flöte, Violine und B.c.
- Kleine angenehme Tafel-Music Bestehend in VI. Parthien Op. 7
- 3 Vespere Brevis Op. 8 (Bamberg, 1736)
- 6 Neue ernst- und scherzhafte Parthien Op. 9 (Bamberg, 1738)